# Riccardia koyensis
Riccardia koyensis là một loài rêu trong họ Aneuraceae. Loài này được Stephani S. Hatt. mô tả khoa học đầu tiên năm 1944.